# Rajon Panfilow
Der Rajon Panfilow (nach Iwan W. Panfilow) ist ein Rajon des Oblus Tschüi in Kirgisistan mit 48.879 Einwohnern (Stand 2022). Das Verwaltungszentrum ist die Stadt Kajyndy.

## Verwaltungsgliederung
Insgesamt umfasst der Bezirk eine Stadt  (Kajyngdy) und 20 Dörfer in sechs Landgemeinden (ajyl okmotu). Diese sind:
| Nr. | Landgemeinde  | Verwaltungszentrum | Anzahl der Dörfer | Einwohner (2024) | Dörfer                                                                                |
| --- | ------------- | ------------------ | ----------------- | ---------------- | ------------------------------------------------------------------------------------- |
| 1   | Wosnessenowka | Wosnessenowka      | 3                 | 06.167           | Wosnessenowka, Orto-Kajyrma, Erkin-Sai                                                |
| 2   | Kürpüldök     | Kürpüldök          | 3                 | 03.893           | Kürpüldök, Kirow (imeni Kirowa), Rownoje                                              |
| 3   | Ortojew       | Telman             | 3                 | 05.444           | Telman (imeni Telmana), Bukara, Kum-Aryk                                              |
| 4   | Kurama        | Panfilow           | 4                 | 11.394           | Panfilow, Dschajylma, Orto-Aryk, Efironos                                             |
| 5   | Frunse        | Tschaldybar        | 3                 | 09.483           | Tschaldybar, Tscholok-Aryk, Tschorgolu                                                |
| 6   | Tschaldybar   | Birintschi Mai     | 3                 | 03.925           | Birintschi Mai (Perwomaiskoje), Osernoje (Osjornoje), Oktjabr (Oktjabrskoje), Oirondu |